# Семейное дело (фильм, 1982)
«Семейное дело» — советский трёхсерийный цветной телефильм 1982 года по одноимённому роману Евгения Воеводина, режиссёра Николая Малецкого. 
Производственная драма, рассказывающая о жизни и трудовых буднях директора завода газовых турбин Алексея Силина.

## Сюжет
Директору завода газовых турбин Алексей Алексеевичу Силину необходимо вовремя сдать турбину. Он поручает своему брату (работающему начальником отдела снабжения) вступить в незаконную сделку с руководством другого промышленного предприятия и на любых условиях получить двигатель для испытаний турбины.
Дальнейшие события, в ходе которых произошёл разрыв отношений Алексея Алексеевича с близкими ему людьми, стали результатом этого решения или были с ним связаны. В конечном счёте, Силин принимает решение о случившемся рассказать министру.

## Награды
- На Республиканском кинофестивале в Жданове (1983 год) призов удостоенны: режиссёр Николай Малецкий и оператор Игорь Беляков[1]
- Приз за лучшую режиссуру, всесоюзный фестиваль телефильмов, Минск, 1984[2]

## В ролях
- Геннадий Крынкин — Алексей Алексеевич Силин (главная роль)
- Вадим Шумейко — Силин в детстве
- Дмитрий Матвеев — Силин в юности
- Роман Ткачук — Роман Бревдо
- Андрей Ларченко — Бревдо в детстве
- Евгений Строй — Бревдо в юности
- Светлана Немоляева — Кима (жена Алексея Силина)
- Лена Кривчикова — Кима в детстве
- Наталья Миколышина — Кима в юности
- Георгий Жжёнов — Свиридов
- Михаил Езепов — Нечаев
- Людмила Аринина — Серафима Константиновна
- Александра Турган — Марина Воронина
- Юрий Мочалов — Губенко
- Александр Пашутин — Паша
- Владимир Шпудейко — Алеша Бревдо
- Валерий Носик — Коркин
- Ольга Реус-Петренко — мать Силиных
- Людмила Сосюра — Людвига Францевна

В эпизодах: П.Меркурьев, Ю.Критенко, Г.Дворников, Н.Ильина, Н.Кобеляцкая, Т.Антонова, Л.Лобза, Е.Чекан, В.Костюк, В.Мирошниченко, А.Белина, Б.Лукьянов, Н.Заднепровский, В.Солтовская, Л.Бакштаев.

## Съёмочная группа
- Автор сценария: Рамиз Фаталиев
- Режиссёр-постановщик: Николай Малецкий
- Оператор-постановщик: Игорь Беляков
- Художник-постановщик: Сергей Бржестовский
- Композитор: Вадим Храпачев
- Режиссёр: В.Комиссаренко
- Операторы: Г.Красноус, Ю.Юровский
- Звукооператор: Б.Михневич
- Монтажёр: А.Голубенко
- Художник по костюмам: Л.Коротенко
- Художник-гримёр: Е.Колонская
- Художник-декоратор: В.Лазарев
- Ассистенты режиссёра: 
  - А.Косничук
  - В.Раинчковская
  - В.Фомченко
- Помощник режиссёра: О.Фокина
- Оператор комбинированных съёмок: В.Осадчий[укр.]
- Мастер-светотехник: Л.Шило
- Цветоустановщик: А.Кучаковская
- Административная группа: 
  - В.Лебедев
  - А.Коханский
  - Л.Прищепа
  - Н.Турчина
- Консультант: И.Н.Хорошко
- Редактор: Юрий Морозов[укр.]
- Директор картины: Роберт Раинчковский